# マウリツィオ・ドミッツィ
マウリツィオ・ドミッツィ（Maurizio Domizzi, 1980年6月28日 - ）は、イタリア・ローマ出身の元サッカー選手。サッカー指導者。現役時代のポジションはDF。現在はACDカステルヴェトロ・カルチョの監督を務めている。

## 略歴
ユース時代は地元のローマに本拠地を置くSSラツィオでプレーしていた。1998年にレンタル移籍していたASリヴォルノ・カルチョでプロデビューを果たす。

## 代表歴
イタリア代表としてU-17代表に選出され、3試合に出場。以後、U-18、U-21にも選出されている。

## 監督成績
2021年6月1日現在
| クラブ       | 国           | 就任         | 退任         | 記録 | 記録 | 記録 | 記録 | 記録 | 記録 | 記録 | 記録   |
| クラブ       | 国           | 就任         | 退任         | 試   | 勝   | 分   | 敗   | 得   | 失   | 差   | 勝率   |
| ------------ | ------------ | ------------ | ------------ | ---- | ---- | ---- | ---- | ---- | ---- | ---- | ------ |
| ポルデノーネ | イタリアの旗 | 2021年4月3日 | 2021年6月1日 | 8    | 3    | 2    | 3    | 11   | 7    | +4   | 037.50 |
| 合計         | 合計         | 合計         | 合計         | 8    | 3    | 2    | 3    | 11   | 7    | +4   | 037.50 |